# Struhár
Struhár (1471 m) – szczyt w Niżnych Tatrach na Słowacji.

## Położenie
Jest najwyższym wzniesieniem bocznego grzbietu, oddzielającego się w Dziurkowej od głównego grzbietu Niżnych Tatr w kierunku południowym i rozdzielającego doliny Jaseniańską (na zachodzie) i Łomnistą (na wschodzie). W grzbiecie tym w kierunku od Dziurkowej na południe kolejno wyróżnia się: Struhárske sedlo (1355 m), Struhár i Obrštín (1008 m). Struhár znajduje się w odległości ok. 3,3 km na południe od szczytu Dziurkowej.

## Geologia, morfologia
Masyw Struhára jest rozłożysty, a jego stoki (zwłaszcza zachodnie i południowe) mocno rozczłonkowane systemem krótkich grzbiecików, rozdzielanych głębokimi dolinkami.

## Przyroda ożywiona
Prawie cały masyw Struhára jest zalesiony. W niższych położeniach są to buczyny, w wyższych – górnoreglowy bór świerkowy z występującymi domieszkowo jaworem i jarzębiną. Sam szczyt leży już w strefie górnej granicy lasu. Dzięki temu znajdziemy na nim kilka dość rozległych fragmentów halnych.  Lasy tutejsze obfitują w zwierzynę: szczególnie liczny jest jeleń.
Szczyt leży już poza granicami Parku Narodowego Niżne Tatry, jednak obejmuje go parkowa strefa ochronna.

## Turystyka
Przez szczyt nie biegnie żaden znakowany szlak turystyczny, przez co jest on bardzo rzadko odwiedzany przez turystów.